# Aerfer Sagittario II
Die Aerfer Sagittario II ist ein Flugzeug des italienischen Herstellers Aerfer. Die Maschine ist ein strahlgetriebener Mitteldecker. Konstruktionsziel war die Erschaffung eines leichten einsitzigen Jagdbombers. Die Maschine ging nicht in Serie. Es wurden zwei Prototypen gefertigt. Der Erstflug fand am 19. Mai 1956 statt. Das Flugzeug wurde auf Basis des Ambrosini Sagittario entwickelt.
Die Maschine verfügte über ein einziehbares Bugradfahrwerk und eine Druckkabine. Tragflächen und Leitwerk waren gepfeilt. Die Antriebsturbine befand sich dabei im Bug und ließ den Abgasstrahl unter dem Rumpfheck auf Höhe der Tragflächenhinterkante austreten. Im Bahnneigungsflug konnte die Maschine Überschallgeschwindigkeit erreichen und war damit das erste Flugzeug Italiens, das dazu fähig war. Die Entwicklung wurde mit der Aerfer Ariete weitergeführt.
Eine Maschine dieses Typs befindet sich im Museo dell’Aeronautica Militare Italiana in Vigna di Valle bei Rom.

## Technische Daten
| Kenngröße             | Daten                                                         |
| --------------------- | ------------------------------------------------------------- |
| Besatzung             | 1                                                             |
| Länge                 | 9,50 m                                                        |
| Spannweite            | 7,50 m                                                        |
| Höhe                  | 2,02 m                                                        |
| Flügelfläche          | 14,73 m³                                                      |
| Flügelstreckung       | 3,8                                                           |
| Leermasse             | 2300 kg                                                       |
| Startmasse            | 3293 kg                                                       |
| Reisegeschwindigkeit  |                                                               |
| Höchstgeschwindigkeit | 1040 km/h                                                     |
| Dienstgipfelhöhe      | 14.000 m                                                      |
| Steigleistung         | 2468 m/min in Bodennähe                                       |
| Reichweite            | 765 km nominal, 1585 km maximal                               |
| Triebwerke            | 1 × Rolls-Royce Derwent 9, 16,02 kN Schub                     |
| Bewaffnung            | 2 × MK Kaliber 30 mm, 450 kg Bombenzuladung an Außenstationen |

## Erhaltene Flugzeuge
Ein Flugzeug ist im Italienischen Luftfahrtmuseum Vigna di Valle ausgestellt.